# William Tyndale

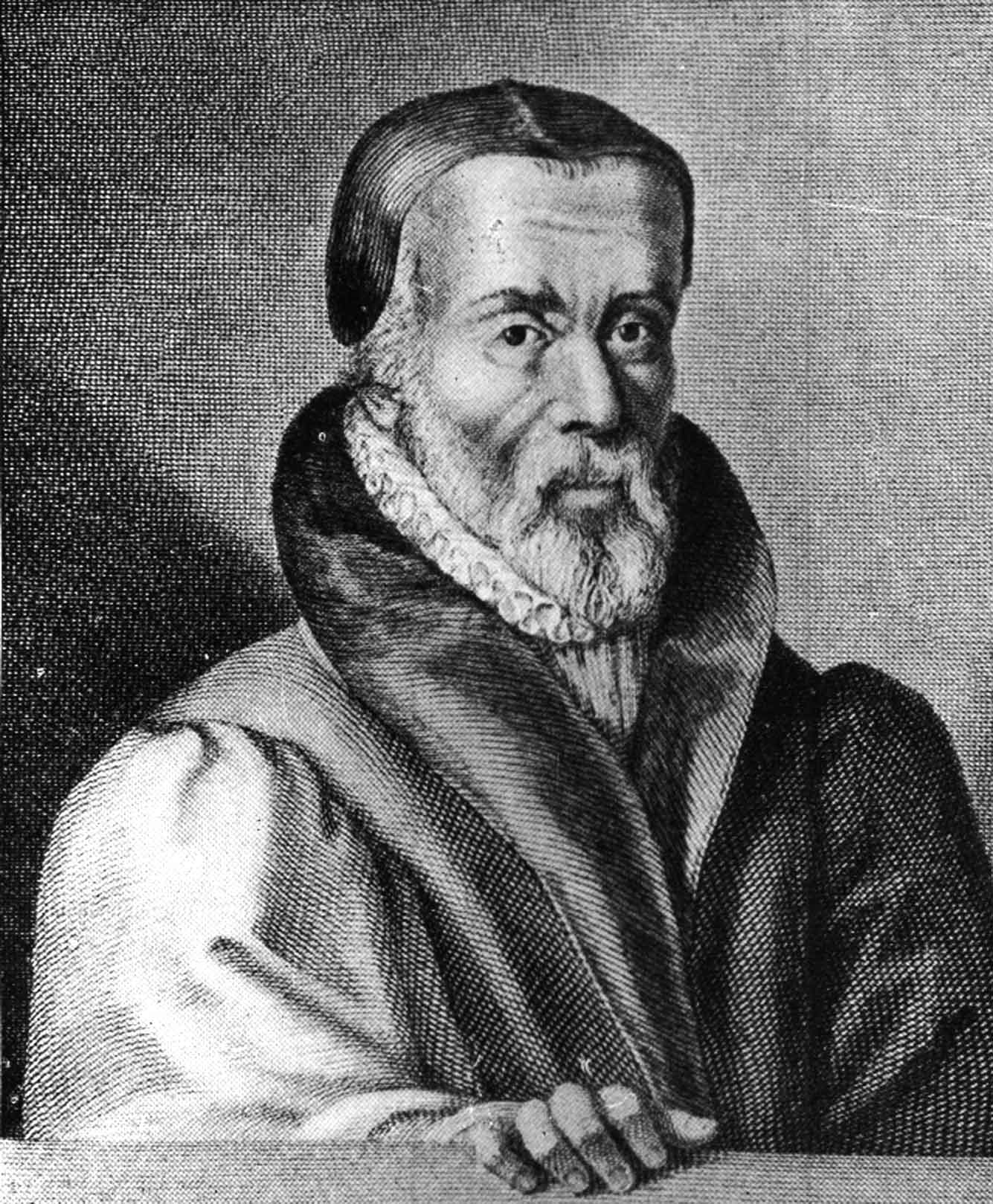
William Tyndale

William Tyndale (n. 1494, North Nibley în Gloucestershire - d. 6 octombrie 1536, Vilvoorder, lângă Bruxelles) a fost un învățat umanist și preot protestant englez, care a tradus Biblia în limba engleză. Traducerea sa a stat, în mare măsură, la baza traducerii mai târziu cu o sută de ani, cunoscută ca Biblia Regelui James (1611).  Ea nu a fost cea dintâi traducere engleză a Scripturii, dar datorită introducerii tiparului, a fost prima care a cunoscut o mare răspândire.
Traducerea sa în engleză a fost și cea dintâi care a folosit direct originalul ebraic al Vechiului Testament și pe cel grecesc al Noului Testament. Textul tradus, pe ascuns, în engleza simplă a fost privit ca o provocare la adresa puterii Bisericii Catolice. Până atunci poporul avea acces la textele biblice numai prin intermediul predicilor și cărților de rugăciuni. Citind Biblia, publicul putea să afle nemijlocit că în Scripturi nu sunt menționate autoritatea Papei, nici privilegiile mănăstirilor, nici indulgențele și nici măcar lumea de apoi, ceea ce era considerat primejdios de biserica oficială. Traducerea lui, văndută în Anglia în mod ilegal, a fost privită ca o încălcare a legilor regelui Angliei, care în acea perioadă sprijinea catolicismul. 
Traducerea lui Tyndale era prima Biblie în limba engleză conturată direct din ebraică și texte grecești, primul traducător englez să folosească Jehovah ("Iehouah") ca transliterare preferată pentru numele lui Dumnezeu de Reformiști Protestanți Englezi,  Prima traducere în engleză să ia avantaj de presa de tipar și prima a noii Biblii engleze a Reformei. A fost luată ca fiind o provocare directă la hegemonia a ambelor Biserica Catolică și legea a Angliei menținând poziția bisericii. În 1530, Tyndale totodată a scris Practica Prelatului, opozind anulării însuși a căsătoriei lui Henry al VIII-lea cu Catherine de Aragon pe temeiul că contravenea Scripturii.
Tyndale a învățat la Oxford, unde și-a luat titlul de doctor în 1515. În jurul anului 1520 a devenit profesor privat al copiilor din familia lui Sir John Walsh. El a devenit atașat doctrinelor Reformei protestante. În anul 1530 a scris o broșură în care a criticat divorțul regelui Henric al VIII-lea 
Tyndale a fugit pe continent, dar în 1536 a fost prins la Antwerpen și executat prin strangulare sub acuzația de erezie. Trupul i-a fost incinerat în public.  
La patru ani după moartea lui Tyndale, regele Henric al VIII-lea a adoptat traducerea acestuia pentru noua Biserică anglicană  pe care a înființat-o.

## Scrieri
- The parable of the Wicked Mammon (‘parabola răului Mammon’).
- The obedience of a christian man (‘ascultarea creștinului’).
- The practice of prelates (‘practica prelaților’).
- Traducere în engleză o ediție a Pentateuhului.
- Traducere în engleză tot Noul Testament (din limba greacă).